# 바탄 전투 (1945년)
바탄 전투 또는 바탄 탈환전(Battle for the Recapture of Bataan, 1945년 1월 31일 ~ 2월 21일)은 제2차 세계 대전 말기 미군-필리핀 연합군이 일본군이 점령한 필리핀을 해방시키기 위해 벌인 일련의 전투다. 미군은 마닐라만의 서부 해안을 확보하여, 항구를 이용하고, 마닐라 해방을 위한 중요한 전투에 미군의 새로운 보급선을 개척할 목적이었다.
바탄반도의 탈환은 또한 일본군이 침공해 왔을 때 1942년 4월 9일 미국 극동 육군이 항복한 것에 대한 되갚음이기도 했다.

## 배경
마닐라로 진격하는 빠른 미군의 진격은 링가옌만의 보급선의 한계로 경직되었고, 그것은 그들의 남진에 걸림돌이 되었다. 비록 마닐라 함락이 군사적, 정신적 측면에서 중요하긴 하지만, 마닐라만 확보는 보급의 핵심이었다. 항구가 미국의 손아귀에 들어왔지만, 바탄반도와 서쪽의 코레히도르 섬이 확보될 때까지는 사용하지 못했다.
더글라스 맥아더 장군은 바탄을 함락하고, 코레히도르를 탈환하는 임무를 월터 크루거 중장에게 미6군을 주고 맡겼다. 레이테 전역에서 처음 선보인 찰스 P. 홀 소장이 이끄는 제11군단이 미6군에 추가 되었다. 헨리 존스 소장이 지휘하는 제38 보병사단과 오브리 레드 S. 뉴먼 대령이 지휘하는 제34, 제24 보병사단, 11군단은 바탄의 북서쪽 40km 떨어진 삼발레스 해안에 상륙하여, 신속하게 동쪽으로 몰아쳐서 반도의 기지를 넘어, 다시 남쪽을 쓸어서 바탄과 동부 해안을 장악할 예정이었다.
그러나 미군 정보부는 바탄의 적 병력을 반도에 걸쳐 1개 사단이 완편되어 있을 것이라고 몹시 과대평가했다. 반면, 필리핀 총사령관인 야마시타 도모유키 중장은 마닐라만을 방어하는 것은 중과부적이며, 그리하여 당시 민도로, 코레히도르, 남부 루손에 분산되어 있는 츠카다 리키치 소장의 겐무집단(建武集団) 4,000명만이 미군을 방어하도록 남길 것을 결단했다. 주요 부대는 사노네부 나가요시 대령이 지휘하는 ‘나가요시 지원부대’였다.

### 반도 진격
1945년 1월 28일, 제38사단은 루손섬 삼발레스 남부 지방의 산나르시소 지역에 무저항 상륙했다. 그들은 신속히 산마르셀리노로 활주로로 달려갔지만, 라몬 막사이사이 대위*(이후 필리핀의 대통령이 되는)가 지휘하는 필리핀 게릴라들이 3일 전에 이미 그것을 확보한 것을 알게 되었다. 올롱가포에 있는 항구 시설들은 34연대 전투 부대에 의해 수빅만 상륙 작전 이후 그란데 섬과 함께 1월 30일에 함락되었다. 놀랍게도 미군 사상자는 성난 소에 들이받힌 미군 1명만 있었을 뿐이었다. 1월 말에 삼발레스 지방이 해방되었다.

## 전투

### 지그재그 고개
나가요시는 바탄반도의 북부 기지에 있는 울퉁불퉁한 산악 지대에서 저지선을 펼치기로 결정했다. 그곳은 미군들이 지그재그 고개라고 불리는 곳으로 무기 보급이 충분해서 장기 전투를 펼칠 수 있도록 준비를 했지만, 그의 주요 방어선은 200야드 정도로 좁게 펼쳤고, 그것은 측면 공격에 취약한 작전이었다. 그럼에도 불구하고, 나가요시와 39 보병연대는 무기한 저항할 의도를 가지고 있었다. 지그재그 고개는 다음과 같이 설명되어 있었다.

## 같이 보기
- 바탄 죽음의 행진
- 필리핀의 역사